# U Comae Berenices
U Comae Berenices är en pulserande variabel av RR Lyrae-typ (RRC) i stjärnbilden Berenikes hår.
Stjärnan har magnitud som varierar mellan 11,5 och 11,97 med en period av 0,2927382 dygn eller ungefär 7 timmar.